# How I Long to Feel That Summer in My Heart
''How I Long to Feel That Summer in My Heart je osmé studiové album velšské rockové skupiny Gorky's Zygotic Mynci. Vydalo jej dne 18. září 2001 hudební vydavatelství Mantra Recordings a jeho producentem byl Gorwel Owen, který s kapelou spolupracoval již v minulolsti. Nahrávalo se ve studiích Rockfield Studios, Chapel Studios a Angel Studios. O mastering se postaral Greg Calbi ve studiu Sterling Sound.

## Seznam skladeb
| Pořadí | Název                       | Autor         | Délka |
| ------ | --------------------------- | ------------- | ----- |
| 1.     | Where Does Yer Go Now?      | Euros Childs  | 3:56  |
| 2.     | Honeymoon with You          | Euros Childs  | 2:15  |
| 3.     | Stood on Gold               | Richard James | 2:54  |
| 4.     | Dead-Aid                    | Euros Childs  | 3:23  |
| 5.     | Cân Megan                   | Megan Childs  | 3:18  |
| 6.     | Christina                   | Euros Childs  | 5:18  |
| 7.     | Easy Love                   | Richard James | 2:20  |
| 8.     | Let Those Blue Skies        | Euros Childs  | 3:01  |
| 9.     | These Winds Are in My Heart | Richard James | 4:24  |
| 10.    | How I Long                  | Euros Childs  | 4:08  |
| 11.    | Her Hair Hangs Long         | Euros Childs  | 5:00  |
| 12.    | Hodgeston's Hallelujah      | Euros Childs  | 2:36  |

## Obsazení
- Euros Childs – zpěv, klavír, varhany, syntezátory, harmonium, cembalo, kytara, perkuse, doprovodné vokály, sbor
- Richard James – baskytara, kytara, syntezátor, zpěv
- Megan Childs – housle, varhany, harmonium, cembalo, elektrické piano, doprovodné vokály, sbor
- Gorwel Owen – klavír, kytara, pedálová steel kytara, vibrafon, zvonkohra, varhany, harmonium
- Rhodri Puw – kytara, baskytara, vibrafon, mandolína, pedálová steel kytara
- Ashley Cooke – kytara
- Les Morrison – banjo
- Peter Richardson – baskytara, cembalo, bicí, perkuse, tamburína, sbor
- Euros Rowlands – bicí
- Andy Fung – bicí, tamburína, guiro, doprovodné vokály
- Teflon Monkey – kytara, akordeon
- Norman Blake – zpěv, doprovodné vokály
- Beti Rhys – harfa
- Matt Sibley – saxofon
- Gary Alesbrook – trubka, pozoun
- Tony Robinson – trubka
- Frank Schaefer – violoncello
- Anthony Lewis – violoncello
- Bruce White – viola
- Rebecca Brown – viola
- Harriet Davies – housle
- Jacqueline Norrie – housle
- Sally Herbert – housle
- Sonia Slany – housle
- Alun Llwyd – sbor